# Gohrsmühle
Gohrsmühle ist ein Ortsteil im Stadtteil Stadtmitte von Bergisch Gladbach. Dort befand sich die Zanders Papierfabrik.

## Geschichte

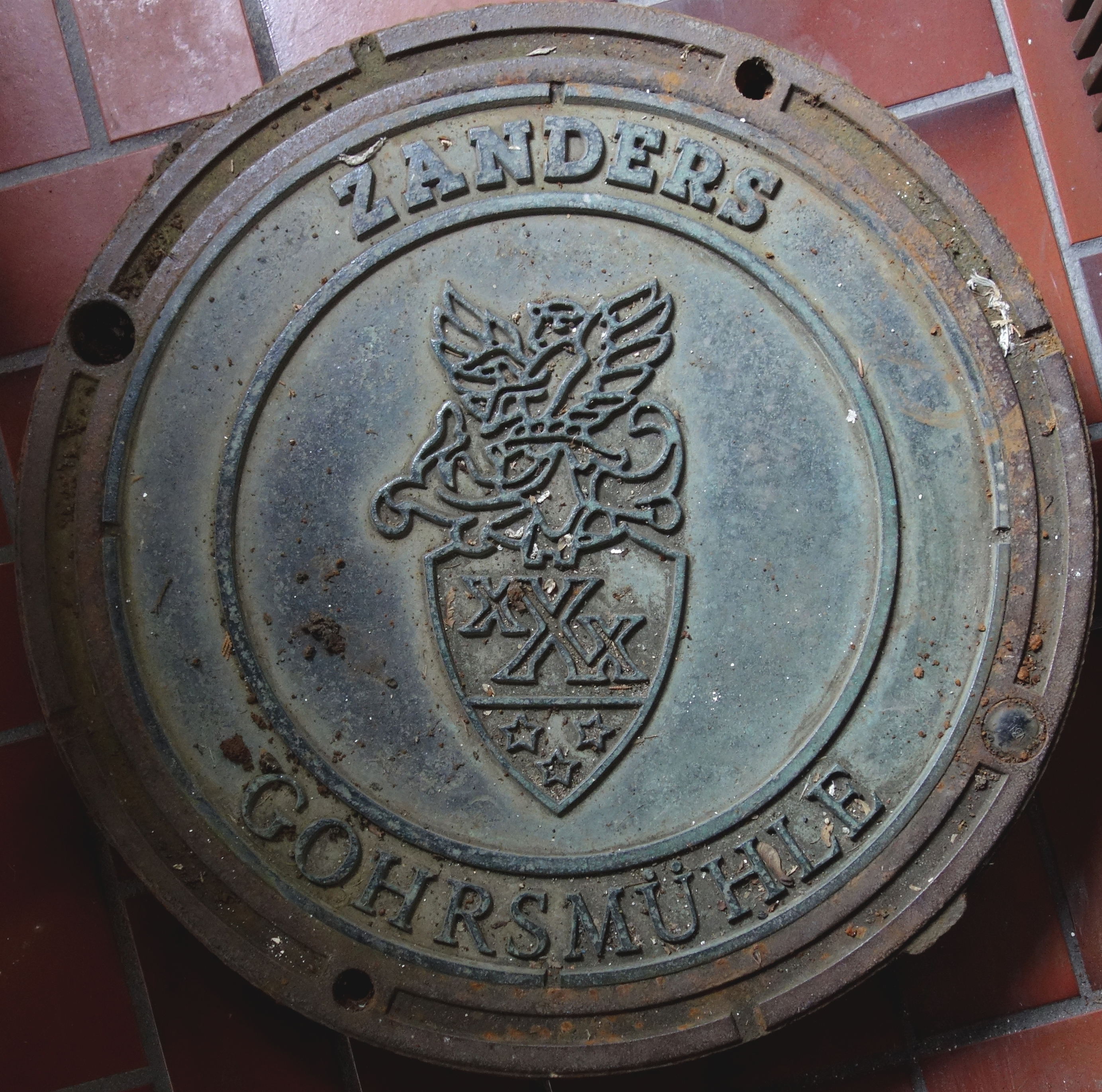
Gusseisernes Wappen mit der Aufschrift Zanders Gohrsmühle

Die Siedlung Gohrsmühle verdankt ihren Namen der Familie von Gohr, die hier von 1654 bis 1731 eine Papiermühle betrieben hat. Sie war zu Beginn des 17. Jahrhunderts von Stephan Jakobs auf dem Grund des alten „Käsebrotgutes“ errichtet worden. Zuvor hatte er im Jahr 1602 eine Konzession zum Bau einer Papiermühle mit zwei Geläufen erhalten. Seine Enkelin Johanna Jakobs und ihr Ehemann Heinrich von Gohr erwarben die Mühle 1652, die in der Folgezeit seit 1654 den Namen Gohrsmühle trug. Ihr Enkelsohn Johann Jakob von Gohr heiratete 1720 Anna Helena Fues aus der Quirlsmühle. Nach dem vorzeitigen Tod ihres Mannes betrieb Anna Helena Fues die Mühle alleine, bis sie 1737 ihren Vetter Wilhelm Aurelius Fues heiratete und mit ihm gemeinsam die Mühle weiter unterhielt. Wegen Überschuldung musste die Familie Fues die Mühle 1865 an das Unternehmen Zanders zunächst verpachten und schließlich 1868 an sie verkaufen. Die Papierfabrik Zanders errichtete auf dem Gelände der Gohrsmühle die Hauptverwaltung des Unternehmens, die dort auch weiterhin unterhalten wird.

### Die Geschichte des Wohnplatzes
Carl Friedrich von Wiebeking benennt die Hofschaft auf seiner Charte des Herzogthums Berg 1789 als Papiermühle. Aus ihr geht hervor, dass Gohrsmühle zu dieser Zeit Teil der Honschaft Gladbach im gleichnamigen Kirchspiel war.
Unter der französischen Verwaltung zwischen 1806 und 1813 wurde das Amt Porz aufgelöst und Gohrsmühle wurde politisch der Mairie  im Kanton Bensberg zugeordnet. 1816 wandelten die Preußen die Mairie zur Bürgermeisterei Gladbach  im Kreis Mülheim am Rhein. Mit der Rheinischen Städteordnung wurde Gladbach 1856 Stadt, die dann 1863 den Zusatz Bergisch bekam.
| Jahr | Einwohner | Wohn- gebäude | Kategorie    |
| ---- | --------- | ------------- | ------------ |
| 1845 | 31        | 2             | Papierfabrik |
| 1871 | 7         | 1             | Mühle        |
| 1885 | 3         | 1             | Wohnplatz    |

## Heutige Situation
Die Gohrsmühle war die Keimzelle der ehemaligen Zanders Papierfabrik. In Erinnerung daran hat die Stadt Bergisch Gladbach im Zuge der Neugestaltung der Verkehrswege in der Innenstadt die Umgehungsstraße entlang der Eingangsfront zum Unternehmen in An der Gohrsmühle benannt.

## Wasserzeichen
Das gleichnamige bekannte Schreibpapier Gohrsmühle zeigt als Wasserzeichen das Wappen der Familie Zanders. Das Gohrsmühle-Wasserzeichen wurde 1895 in die Warenzeichenrolle beim Deutschen Patentamt in München als geschütztes Markenzeichen eingetragen.